# Tajo
Tajo (spansk), Tejo (portugisisk) eller Tagus (latin) er den længste flod i Portugal og på hele Den Iberiske Halvø. Den har en længde på ca. 1.007 km og har sit udspring i Albaracínbjergene i provinsen Teruel i Aragón i Spanien, hvorefter den hovedsageligt løber mod vest til den udløber i Atlanterhavet ved Lissabon i Portugal.
Man regner normalt med, at den spanske del udgør ca. 730 km og den portugisiske del 275 km. Knap 50 km af floden udgør dog international grænse mellem de to lande. Den har et afvandingsområde på ca. 86.000 km2, hvoraf 70 % ligger i Spanien og 30 % i Portugal.
Floden passerer blandt andet Aranjuez, Toledo og Talavera de la Reina i Spanien og Santarém og Lissabon i Portugal. I Lissabon krydses den af blandt andet 25. april-broen og Vasco da Gama-broen.
De portugisiske regioner Alentejo og Ribatejo har deres navne efter floden.

## Galleri
- Tejo i Vila Velha de Ródão i Portugal lige efter den spanske grænse
- Vasco da Gama-broen over floden
- 25. april-broen, set fra Belém, Portugal
- Tejofloden et sted i Portugal